# 周參見町
周參見町（日语：／ Susami chō */?）是位於日本和歌山縣南部臨海的行政區劃。轄內90%的區域為山林地，主要市區位於周參見川的河口，海岸線多為沉水海岸。由於黑潮通過此處海岸，因此漁業發達，主要漁獲包括鰹、鰤魚、日本龍蝦。

## 人口
| 周參見町人口分布圖 |                                                 |  |
| 周參見町與日本全國年齡別人口分布比較圖 （2005年資料） | 周參見町的年齡、男女別人口分布圖 （2005年資料） |  |
| ■紫色是周參見町 ■綠色是全国 | ■藍色是男性 ■紅色是女性                         |  |
| 周參見町人口變化 \| 1970年 \| 8,222人 \| \| \| 1975年 \| 7,800人 \| \| \| 1980年 \| 7,299人 \| \| \| 1985年 \| 6,777人 \| \| \| 1990年 \| 6,309人 \| \| \| 1995年 \| 6,066人 \| \| \| 2000年 \| 5,952人 \| \| \| 2005年 \| 5,293人 \| \| \| 2010年 \| 4,730人 \| \| \| 2015年 \| 4,127人 \| \| \| 2020年 \| 3,685人 \| \| |                                                 |  |
| 資料來源：日本總務省統計中心提供之人口普查數據 |                                                 |  |
| 1970年 | 8,222人                                         |  |
| 1975年 | 7,800人                                         |  |
| 1980年 | 7,299人                                         |  |
| 1985年 | 6,777人                                         |  |
| 1990年 | 6,309人                                         |  |
| 1995年 | 6,066人                                         |  |
| 2000年 | 5,952人                                         |  |
| 2005年 | 5,293人                                         |  |
| 2010年 | 4,730人                                         |  |
| 2015年 | 4,127人                                         |  |
| 2020年 | 3,685人                                         |  |

## 历史
在實施令制國之前屬於熊野國，令制國時代後才併入紀伊國，並劃入牟婁郡。
14世紀後曾經成為國人眾周參見氏的領地，並在此建立了周參見城。
江戶時代後成為紀州藩紀州德川家的領地，並曾在1657年設置口熊野奉行所，負責管理紀州藩南部瀨戶鉛山以東至太田川之間的領地，19世紀末明治維新實施廢藩置縣後改隸屬和歌山縣。
1889年日本實施町村制，在周參見川河口設立周參見村，現在的周參見町其他區域在同一時期還分屬江住村、佐本村、大都河村和三舞村；周參見村先在1924年升格為周參見町，1955年位於三舞村東部的三舞村大字太間川地區併入周參見町，同時周參見町又與佐本村、大都河村合併為新的町，新町名採用周參見的平假名，因此中文名稱仍是周參見町。1959年位於東南部的江住村接著併入周參見町，形成現今的周參見町。

### 變遷表
| 1889年4月1日 | 1889年 - 1912年 | 1912年 - 1944年              | 1945年 - 1954年              | 1955年 - 1989年              | 1955年 - 1989年              | 1989年 - 現在             | 現在                      |
| ------------ | --------------- | ---------------------------- | ---------------------------- | ---------------------------- | ---------------------------- | ------------------------- | ------------------------- |
| 江住村       | 江住村          | 江住村                       | 江住村                       | 江住村                       | 1959年3月25日 併入周參見町   | 周參見町                  | 周參見町                  |
| 佐本村       | 佐本村          | 佐本村                       | 佐本村                       | 佐本村                       | 1955年3月31日 合併為周參見町 | 周參見町                  | 周參見町                  |
| 大都河村     |                 |                              |                              |                              | 1955年3月31日 合併為周參見町 | 周參見町                  | 周參見町                  |
| 周參見村     | 周參見村        | 1924年2月11日 改制為周參見町 | 1924年2月11日 改制為周參見町 | 1924年2月11日 改制為周參見町 | 1955年3月31日 合併為周參見町 | 周參見町                  | 周參見町                  |
| 三舞村       | 三舞村          | 三舞村                       | 三舞村                       | 1955年3月31日 併入周參見町   | 1955年3月31日 合併為周參見町 | 周參見町                  | 周參見町                  |
| 三舞村       | 三舞村          | 三舞村                       | 三舞村                       | 三舞村                       | 1956年7月1日 合併為日置川町  | 2006年3月1日 合併為白濱町 | 2006年3月1日 合併為白濱町 |

## 交通

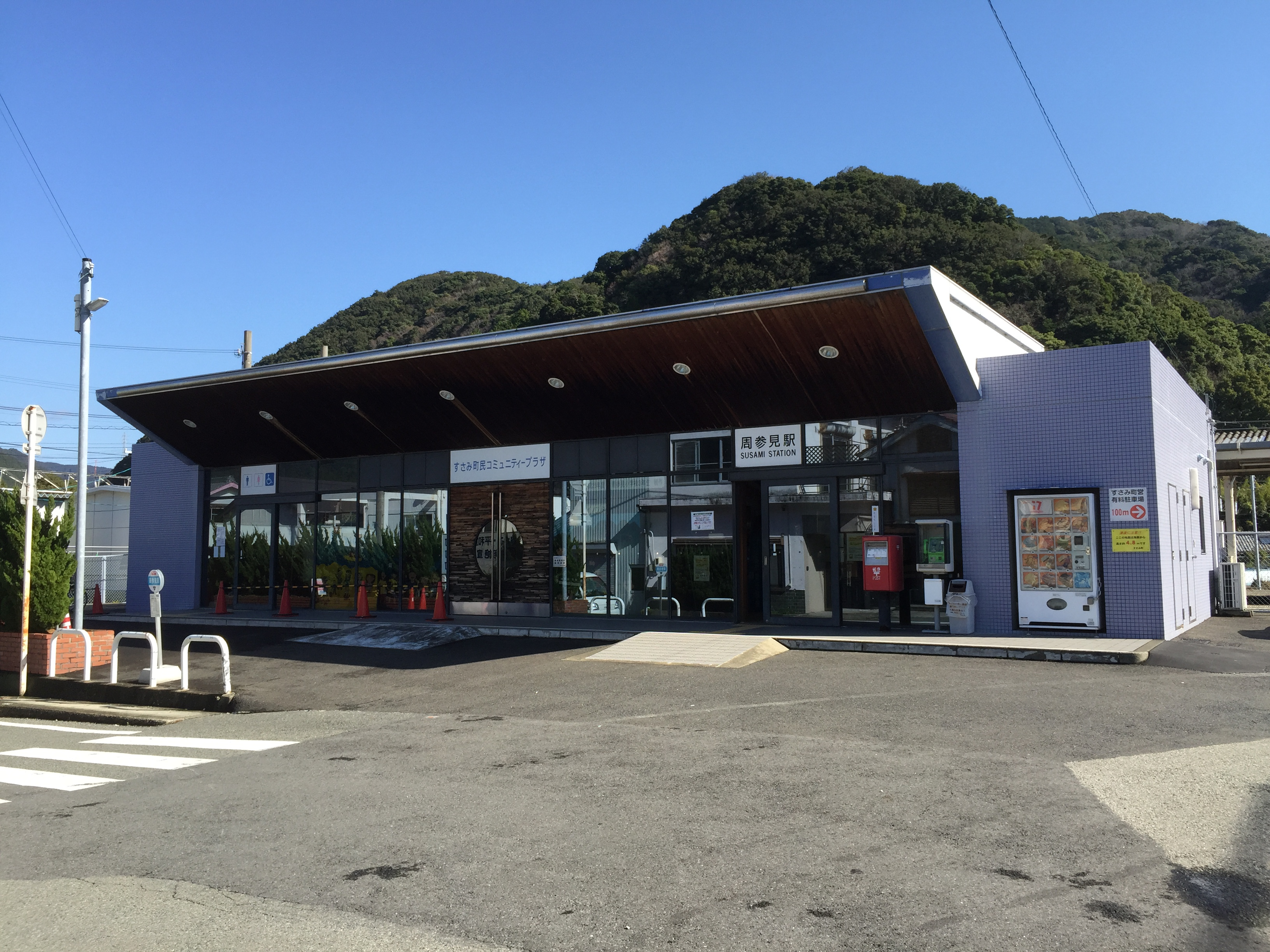
周參見車站

鐵路西日本旅客鐵道紀勢本線、高速公路紀勢自動車道及國道42號為周參見町對外主要的交通路線，紀勢本線在周參見町內共設有三個車站，紀勢自動車道設有兩個交流道。
町內的路線客運則由周參見交通所經營。

### 鐵路
- 西日本旅客鐵道
  - 紀勢本線：（←串本町） - 江住車站 - 見老津車站 - 周參見車站 - （白濱町→）

### 公路
高速公路
- 紀勢自動車道：（白濱町） - 周參見交流道 - 周參見南交流道（日语：すさみ南インターチェンジ）

## 觀光資源
1999年在和歌山縣南部舉辦南紀熊野體驗博時，周參見郵局提案在枯木灘海岸距離岸邊100公尺，水深10公尺的海底設立海底郵箱；設立後委託當地的潛水者每天回收信件，並透過日本郵政送往信件的收件人。自1999年啟用後，在2002年累積投遞信件達到一萬封，2005年達到兩萬封，2011年達到三萬封。

## 教育
目前周參見町內的小學只有在周參見地區和江住地區各有一所，中學更只有一所位於周參見地區；過去原本還有一所高中和歌山縣立南紀高等學校周參見分校，但已在2013年停止招生，2016年關閉。
近畿大學的水產研究所於1986年在此設立周參見分室，主要提供養殖用魚苗。

## 姊妹、友好城市

### 日本
- 寢屋川市（大阪府）
兩地於1976年締結為姊妹城市。